# Macchi L.1
Il Macchi L.1 fu un idrovolante da combattimento biplano a scafo centrale prodotto dall'azienda aeronautica italiana Aeronautica Macchi negli anni dieci del XX secolo.
Copia del Lohner L, con il prototipo ricavato dallo studio di un velivolo catturato, dal quale si differenziava essenzialmente per la motorizzazione e dall'armamento, venne utilizzato durante la prima guerra mondiale dalla Regia Marina. Ne furono costruiti complessivamente 136 esemplari.

## Tecnica
Caratterizzato da un aspetto che poi diventerà tradizionale per la sua epoca, l'L.1 conservava l'aspetto del Lohner L austro-ungarico catturato che ne fece da modello. Presentava uno scafo centrale realizzato in legno, caratterizzato dalla presenza di un unico abitacolo aperto a due posti affiancati destinati a pilota e copilota con funzioni di osservatore. Posteriormente terminava in una coda collegata alla parte finale dello scafo tramite una struttura tubolare e caratterizzata da un impennaggio classico cruciforme, monoderiva e dai piani orizzontali controventati.
La velatura era biplano-sesquiplana, caratterizzata dal piano alare inferiore dalla corda ed apertura alare inferiore a quella superiore, entrambe con pianta a freccia, caratteristica ereditata dai modelli austriaci. La radice alare dell'ala inferiore era montata alta sullo scafo ed era dotata di due galleggianti equilibratori applicati sulla parte inferiore tramite una struttura tubolare. Le due ali erano collegate, tra loro da una serie di montanti tubolari, rinforzate da tiranti in cavetto d'acciaio, ed allo scafo centrale tramite un'incastellatura dove era anche collocato il motore Isotta Fraschini V.4, un 6 cilindri in linea, in configurazione spingente ed abbinato ad un'elica bipala in legno a passo fisso.

## Impiego operativo
Il 31 gennaio 1916 la Europa (nave appoggio idrovolanti) va a Valona con 4 esemplari.
A luglio 1916 il Comando della Stazione idrovolanti dell'Isola di Sant'Andrea (Venezia) disponeva di una decina di esemplari che alla fine dell'anno sono la dotazione della 1ª Squadriglia.
La 254ª Squadriglia nasce nella primavera 1917 con 4 esemplari.

## Galleria d'immagini

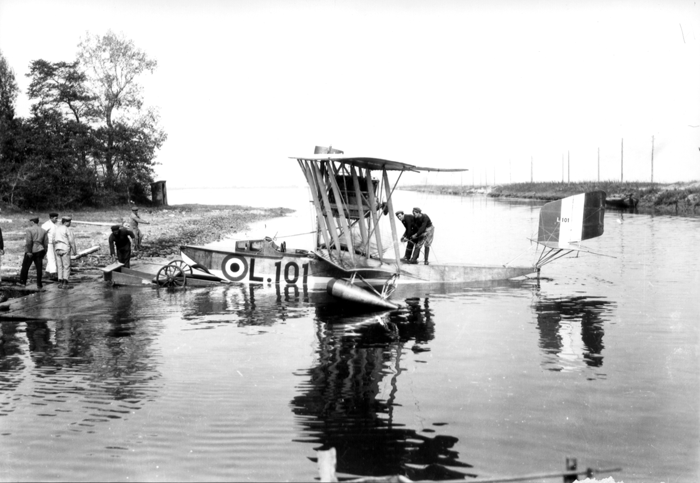
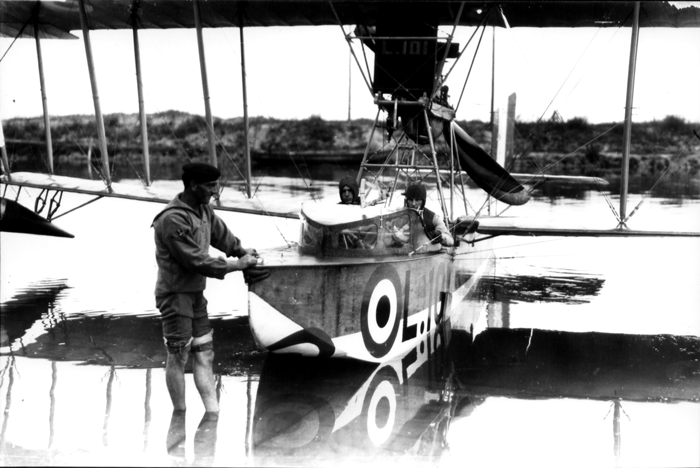

## Utilizzatori
Italia
- Regia Marina

### Pubblicazioni
- Gregory Alegi, Lohner (Macchi) L.1 e L.2. AERONAUTICA N. 4 - Aprile 2003.